# Годольфин, Сидни
Сидни Годо́льфин (15 июня 1645 — 15 сентября 1712) — английский государственный деятель, 1-й барон Годольфин (1684—1712), 1-й граф Годольфин (1706—1712), первый лорд казначейства (1684—1685, 1690—1697, 1700—1701), лорд-казначей (1702—1710), губернатор островов Силли (1667—1712).

## Биография
Второй сын сэра Фрэнсиса Годольфина (1605—1667) и Дороти Беркли. Племянник поэта Сидни Годольфина. Состоял пажом при дворе Карла II Стюарта, у которого был в большой милости. Выбранный членом парламента, скоро стал авторитетом по финансовым вопросам. В 1678 году был посланником в Голландии; в 1684 году был назначен государственным секретарем и первым лордом казначейства и получил звание пэра.
При Якове II Годольфин также пользовался большим влиянием. Хотя он после удаления Якова из Лондона высказывался в парламенте против Вильгельма, последний, вступив на престол, оставил его во главе финансового управления, и Годольфин скоро приобрел его доверие.
Получив в 1696 году отставку вследствие перехваченной переписки его с приверженцами Якова, Годольфин при Анне снова (1701) занял свои прежние должности, с 1702 года — лорд-казначей.
Благодаря дружбе с Мальборо он имел огромное влияние на британскую политику. В 1706 году получил титул графа. Падение Мальборо повлекло за собой и отставку Годольфина в 1710 году. Пользуясь как финансист заслуженной славой, Годольфин не имел никакого определенного политического направления. Умер в 1712 году. Титул графа Годольфин угас в 1766 году, но потомки 1-го графа носили титул барона Годольфин (в 1964 года и этот титул угас).

## Семья и дети
16 мая 1675 года в Лондоне женился на Маргарет Благге (1652—1678), дочери полковника Томаса Благге (1613—1660). У них родился единственный сын:
- Фрэнсис Годольфин (1678—1766), 2-й граф Годольфин